# Église Saint-Remy de Vicherey
Pour les articles homonymes, voir Église Saint-Rémi.
L'église Saint-Remy de Vicherey est une église catholique située à Vicherey dans le département français des Vosges, en région Grand Est.

## Histoire
L'église est l'ancienne chapelle du château. L'abside et le chœur sont de style roman (XIIe siècle), ainsi que son clocher. Certains éléments remarquables comme l'abside extérieure à double archivolte cintrée et ogivale, surmontée d'une corniche supportée par des modillons extrêmement curieux, mélangeant des figures humaines monstrueuses à un bestiaire fantastique. D'autres parties sont datées du XVIe siècle. L'ensemble est classé monument historique par arrêté du 4 février 1943, ainsi qu'un important mobilier intérieur.
À l'intérieur de l'église est présentée une œuvre picturale contemporaine, en seize tableaux inspirés de la tenture de l'Apocalypse, par le peintre vosgien Philippe de Belly.
L'intérieur du monument a fait l'objet d'une restauration en 2017-2018.